# Ескортні авіаносці типу «Ямасіро Мару»
Авіаносці типу «Ямасіро Мару» (яп. 山汐丸) — серія японських ескортних авіаносців часів Другої світової війни.

## Історія створення
Авіаносці-танкери типу «Ямасіро Мару» призначались для перевезення нафти в Японію, а також для протиповітряної та протичовнової оборони конвоїв. Були певним аналогом британських торгових авіаносців типу MAC. Будувались на замовлення армійського командування.

## Конструкція
Авіаносці типу «Ямасіро Мару» будувались на основі корпусів серійних танкерів 2TL. Вантажні танки збереглись, але їх переобладнали для зберігання авіаційного бензину.
Політна палуба мала розміри 125×23 м. Під нею розташовувався невеликий ангар на 8 машин. Літаки піднімав наверх один підйомник (За іншими даними, підйомника не було, літаки розміщувались просто на палубі). Катапульти та аерофінішерів не було.
Своєрідною особливістю архітектури була димова труба, виведена в корму (як у авіаносця «Каґа»). На півбаку був встановлений протичовновий бомбомет (боєзапас 120 глибинних бомб).

## Представники
| Назва        | Місце побудови | Закладений           | Спущений на воду       | Введений в експлуатацію | Доля                        |
| ------------ | -------------- | -------------------- | ---------------------- | ----------------------- | --------------------------- |
| Ямасіро Мару | Нагасакі       | 19 липня 1944 року   | 14 листопада 1944 року | 27 січня 1945 року      | Загинув 17 лютого 1945 року |
| Тігуса Мару  | Йокосука       | 11 вересня 1944 року | 29 грудня 1944 року    | Недобудований           |                             |

## Історія використання
- «Ямасіро Мару» був потоплений в Йокогамі американською палубною авіацією через 20 днів після того, як вступив у стрій.
- «Тігуса Мару» добудований тільки в 1949 році як звичайний танкер. Прослужив до 1963 року.